# Luigi Chiarini
Luigi Chiarini (Roma, Itàlia, 1900 — 1975) va ser un escriptor, periodista, crític literari i director cinematogràfic italià.
Advocat de professió va fundar el Centro Sperimentale di Cinematografia així com les revistes Bianco e Nero (1937) i Rivista del Cinema Italiano (1952). Va realitzar diversos llargmetratges basats en obres literàries i va dirigir la Mostra Internacional d'Art Cinematogràfica de Venècia entre 1963 i 1968.

## Obres

### Pel·lícules
- Via delle Cinque Lune (1942)
- La Bella addormentata (1942)
- La Locandiera (1943)
- Ultimo amore (1946)
- Patto col diavolo (1948).

### Assaig
- Cinematografo (1935)
- Cinque capitoli sul film (1941)
- La regia (1946)
- Il film nella battaglia delle idee (1954)
- Cinema, quinto potere (1954)
- Panorama del cinema contemporaneo (1957)
- Art i tècnica del film (1967)